# 부육

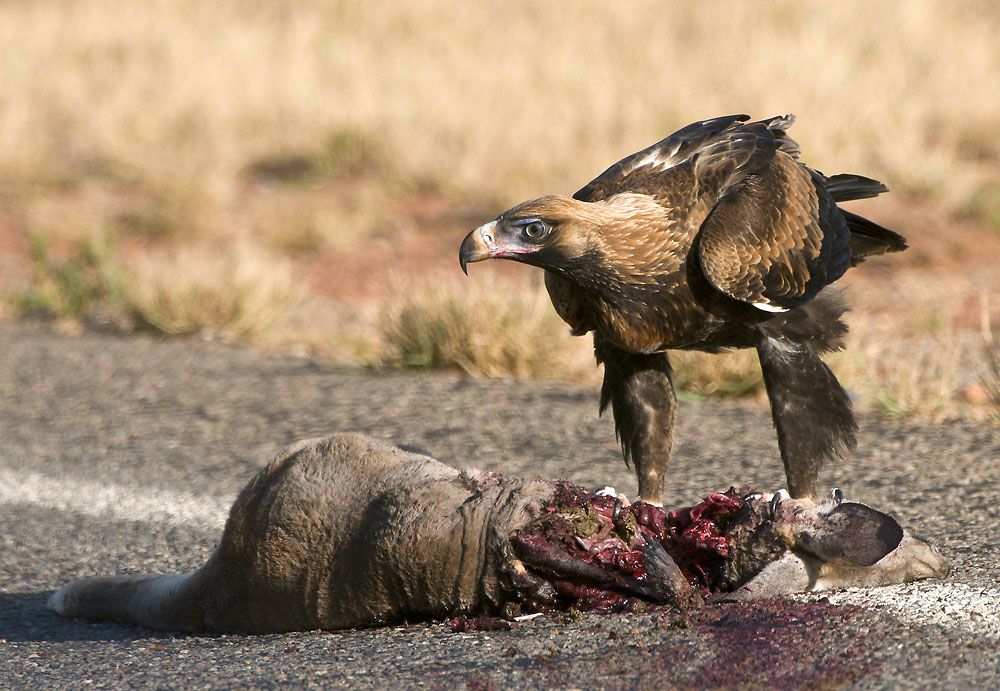
로드킬당한 캥거루 부육을 먹으려는 독수리.

부육(腐肉, Carrion, ‘고기’를 의미하는 라틴어 caro가 어원)이란 죽어서 썩어가는 동물의 살덩어리, 말 그대로 썩어가는 고기이다.
대부분의 생태계에서 부육은 대형 육식성, 잡식성 동물들의 주요한 먹이 공급원이다. 부육을 먹고 사는 동물(청소 동물)에는 독수리, 매, 수리, 줄무늬하이에나, 버지니아주머니쥐, 태즈메이니아데빌, 코요테, 코모도왕도마뱀, 송장벌레 등이 있다. 송장벌레뿐 아니라 검정파리, 쉬파리의 구더기들도 썩은 고기를 먹고 살며, 이들은 질소 순환과 탄소 순환에 중요한 역할을 한다.
동물이 죽는 그 순간부터 고깃덩이는 썩어가기 시작하고, 벌레가 꼬이며 박테리아가 증식한다. 동물이 죽고 얼마 되지 않아 박테리아의 존재와 카다베린, 푸트레신의 존재로 인해 더러운 악취가 풍기기 시작한다.